# Maddalena (otočje)
Otočje Maddalena (tal. Arcipelago di La Maddalena) je skupina otoka u prolazu Bonifacio između Korzike (Francuska) i Sardinije (Italija). Cijelo otočje čini područje općine La Maddalena na Sardiniji.
Otočje se sastoji od sedam glavnih otoka i brojnih malih otočića. Najveći je otok La Maddalena (tal. Isola La Maddalena), s istoimenim gradom, koje je najveće naselje u otočju. Ostalih šest otoka, prema veličini, su: Caprera, Spargi, Santo Stefano, Santa Maria, Budelli i Razzoli. Samo su Maddalena, Caprera i Santo Stefano naseljeni; Budelli je do 2021. imao jednog stanovnika.
Smještena u blizini turističkog odmarališta Costa Smeralda, Maddalena ima isto čisto more i granitne obale udarane vjetrom, ali ostaje utočište za divlje životinje. To je nacionalni park, Nacionalni park otočja Maddalena. Popularno je turističko odredište, posebno među nautičarima. Godine 2006. UNESCO ga je stavio na provizorni popis mjesta svjetske baštine.

## Povijest
Otoci su naseljeni od prapovijesti. Rimljani su ih zvali Cunicularia i bili su prometno brodsko područje tijekom 2. i 1. stoljeća prije Krista. Otočje ima stratešku vrijednost i bilo je predmet spora između pomorskih republika Pise i Genove u 13. stoljeću, a potom je napušteno na dugo razdoblje prije nego što su ga ponovno kolonizirali korzikanski pastiri i sardinijski naseljenici u 18. stoljeću. Napoleon Bonaparte, admiral Nelson i Giuseppe Garibaldi imaju povijesne veze s tim područjem, a Garibaldi je i pokopan na otoku Caprera.
Glavni pristup i izlazak iz otočja je putem čestih trajekata iz Palaua na Sardiniji koji voze u La Maddalenu. Ceste postoje samo na Maddaleni i Capreri.
Od 1973. do 2008. na otoku Santo Stefano nalazila se pomorska baza NATO-a u kojoj su bile smještene američke nuklearne podmornice. Kontroverza je nastala 2003. kada se USS Hartford nasukao u blizini Isola delle Bisce dok je bio na manevrima u tom području.

## Vanjske poveznice
|  | Zajednički poslužitelj ima još gradiva o temi Maddalena (otočje) |

- Parco Nazionale dell'Arcipelago di La Maddalena